# Foxhunter
Foxhunter (23 avril 1940 - 21 novembre 1959) est un cheval Pur-sang hongre, surtout connu pour avoir fait partie de l'équipe britannique de saut d'obstacles qui a décroché la médaille d'or par équipe aux Jeux olympiques d'été de 1952. Il a également fait partie de l'équipe britannique de CSO qui a décroché la médaille de bronze de la discipline en 1948, et d’autres compétitions internationales. Foxhunter et Llewellyn sont le seul couple équestre à avoir décroché la King George V Gold Cup trois fois (1948, 1950 et 1953), et gagné 78 compétitions internationales pendant leur carrière.

## Origines
| Origines de Foxhunter   | Origines de Foxhunter | Origines de Foxhunter |
| ----------------------- | --------------------- | --------------------- |
| Père Erehwemos Pur-sang |                       |                       |
|                         |                       |                       |
|                         |                       |                       |
|                         |                       |                       |
| Mère Catcall Pur-sang   |                       |                       |
|                         |                       |                       |
|                         |                       |                       |
|                         |                       |                       |